# 春曇り
「春曇り feat.Ran」（はるぐもり フィーチャリング・ラン）は、新山詩織の楽曲。自身の配信シングルとして、B ZONEからダウンロード配信で2024年4月27日に発売された。

## 概要
前作の「あの日 feat.新山詩織」に続く、新山とRanのコラボレーションによる2作目。カップリング2曲は新山のソロ楽曲となっている。

## 収録曲
全曲　作曲：新山詩織
1. 春曇り feat.Ran
  - 作詞：Ran[1]
  - 新山はこの曲について「もともとタイトルはあった。まず1コーラス分の自分のデモをRanに聴いてもらいました。そのときにAメロだけなんとなくの歌詞は書いてあったけど、自分のなかのこの曲のイメージとしては、恋愛の曲だけど距離感のある複雑な感じ。ちょっと曇った関係みたいな感じがずっとあった。そんなイメージをRanに伝えて、歌詞を書いていただいた。私が書いていた歌詞は全然変えていいし、Ranがそこから受けた印象で書いてほしくて。」[2]「この曲のデモを作っていた自分はおそらく、とてもブルーな気持ちでした」と、述べている[3]。
  - Ranはこの曲の作詞について「新山による原型の歌詞を見たときに、“頑張ります！”という気持ちになりました。結構、「歌詞が分かりにくい。わからない」と、言われることが多い。」「でも、気にせずに一度書いてみようと思いました。ただ、1番冒頭の“朝の焼ける帰路に立ち”というところは最初、“朝帰りの帰路に立ち”と、書いていた。でも、1番は新山が歌うので、「彼女に“絶対朝帰り”なんて言葉を歌わせられない、どうしよう」と、ずっと思っていて。結果、“朝の焼ける帰路に立ち”になりました。」と、述べている[2]。
2. ゆらり
  - 作詞：新山詩織[4]
3. Free ～16 strings version～
  - 作詞：山崎あおい